# Distrito de Cuchumbaya
El distrito peruano de Cuchumbaya es uno de los 6 distritos de la provincia de Mariscal Nieto, ubicada en el departamento de Moquegua, bajo la administración del Gobierno regional de Moquegua, en el sur del Perú.
Desde el punto de vista jerárquico de la Iglesia católica forma parte de la diócesis de Tacna y Moquegua la cual, a su vez, pertenece a la arquidiócesis de Arequipa.

## Historia
El distrito fue creado mediante Ley n.º 9940 del 31 de enero de 1944, en el gobierno del Presidente Manuel Prado Ugarteche.

## Demografía
La población estimada en el año 2021 es de 711 habitantes.

## Autoridades

### Municipales
- 2019 - 2022[5]
  - Alcalde: Armando Froilán Romero Torres, de Acción Popular.
  - Regidores:

  1. Oscar Regulo Ramos Huacán (Acción Popular)
  2. Medaly Virgen Luis Flores (Acción Popular)
  3. Jesús Germán Peñaloza Vargas (Acción Popular)
  4. Raúl Vicente Alvarado  (Acción Popular)
  5. Néstor Pepe Pare Quispe (Frente de Integración Regional Moquegua Emprendedora FIRME)

## Festividades
- Enero: Aniversario Distrital.
- Febrero: Carnavales.
- Abril: festival del Sarawja